# Adam Lewandowski (prezydent Torunia)
Adam Lewandowski (ur. 8 lipca 1906 we wsi Jarczewo, zm. 16 lutego 1992 w Toruniu) – przewodniczący Miejskiej Rady Narodowej w Toruniu w latach 1959–1963, noszący tytuł „ojca miasta”.

## Życiorys
Urodził się 8 lipca 1906 roku we wsi Jarczewo. Po zdaniu matury rozpoczął studia na Akademii Sztuk Pięknych w Krakowie. Ze względu na pełnienie obowiązków nauczyciela i głowy rodziny, nie zdołał ukończył studiów. W czasie II wojny światowej brał udział jako ochotnik w kampanii wrześniowej. W 1943 roku za aktywność w ruchu oporu został aresztowany przez Niemców i osadzony w więzieniu w Grodnie, a następnie w obozie koncentracyjnym Stutthof. W obozie przebywał do wyzwolenia obozu w 1945 roku.
W 1953 roku podjął pracę nauczyciela w I Liceum Ogólnokształcącym im. M. Kopernika w Toruniu. W 1959 roku został wybrany na przewodniczącego Miejskiej Rady Narodowej. Pełnił tę funkcję do 1963 roku. Priorytetem w jego polityce był rozwój oświaty i kultury. Przyczynił się do reaktywacji Wydziału Prawa Uniwersytetu Mikołaja Kopernika, wybudowania czterech nowych akademików oraz budynków mieszkalnych dla pracowników uniwersytetu. Ponadto przygotował plan pod zagospodarowanie terenów przyszłego osiedla Rubinkowo, zainicjował Festiwal Teatrów Polski Północnej, rozpoczął pracę przy przyszłym muzeum Dom pod Gwiazdą, wyremontował Dom Mikołaja Kopernika i ulicę Kopernika, otworzył skansen przy Muzeum Etnograficznym, kontynuował budowę sztucznego lodowiska, zakładów przemysłowych Elana i Merinotex, nowej siedziby Szpitala Miejskiego oraz nawiązał współpracę z fińskim miastem Hameenlinna (co przyczyniło się do podpisania umowy o partnerskiej współpracy miast bliźniaczych w 1989 roku). Ponadto za rządów Lewandowskiego zostały podjęte prace przy porządkowaniu mogił Polaków zamordowanych na Barbarce podczas II wojny światowej.
Zmarł 16 lutego 1992 roku w Toruniu.

## Odznaczenia i wyróżnienia
- Złoty Krzyż Zasługi[1]
- Medal Zwycięstwa i Wolności 1945[1]
- Krzyż Kawalerski Orderu Odrodzenia Polski[1]